# 勒格雷 (萨尔特省)
勒格雷（法語：Le Grez，法語發音：[lə ɡʁe]）是法国萨尔特省的一个市镇，属于马梅尔斯区。

## 地理
勒格雷（48°11'23"N, 0°9'11"W）面积7.45 平方千米，位于法国卢瓦尔河地区大区萨尔特省，该省份为法国西北部内陆省份，北起顺时针与奥恩省、厄尔-卢瓦省、卢瓦-谢尔省、安德尔-卢瓦尔省、曼恩-卢瓦尔省和马耶讷省接壤，是法国大西部的入口，连接卢瓦尔河谷、布列塔尼和巴黎盆地。
与勒格雷接壤的市镇（或旧市镇、城区）包括：锡耶勒纪尧姆、鲁埃塞瓦塞、奥尔特河畔维马丹。

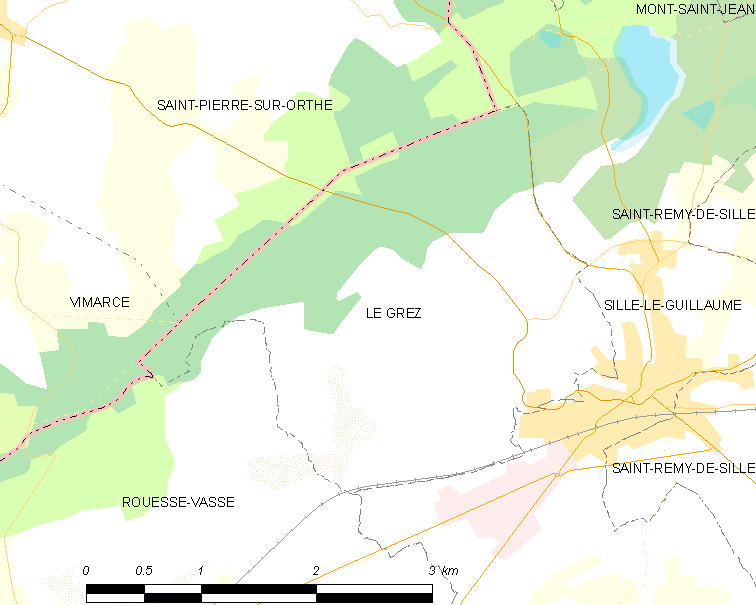
的OSM定位图

勒格雷的时区为UTC+01:00、UTC+02:00（夏令时）。

## 行政
勒格雷的邮政编码为72140，INSEE市镇编码为72145。

## 政治
勒格雷所属的省级选区为锡耶勒纪尧姆县。

## 人口

1962-2008年间人口变化图示

勒格雷于2022年1月1日时的人口数量为384人。